# Teen Titans (serie de animación)
Teen Titans (Los Jóvenes Titanes en Hispanoamérica) es una serie de dibujos animados basada en las historietas de superhéroes Jóvenes Titanes, de DC Comics. La serie fue emitida por Cartoon Network y Kids' WB. Esta serie fue una de las más exitosas del canal. La serie gira en torno a un grupo de superhéroes adolescentes llamado los Jóvenes Titanes formado por Robin, Cyborg, Raven, Starfire, Chico Bestia y Terra (quien se unió al equipo solo por un breve tiempo). El equipo tiene sus cuarteles generales en la Torre de los Titanes (un edificio con forma de T) y protegen Jump City, una ciudad que hace referencia a San Francisco en la costa oeste de Estados Unidos.

## Descripción
El 19 de julio de 2003, Cartoon Network trasmitió por primera vez la serie en Estados Unidos (en América Latina no fue trasmitida hasta diciembre del mismo año) y está basada en el cómic The New Teen Titans de la era de Marv Wolfman y George Pérez.
El argumento principal, en las dos primeras temporadas, se centró en el villano Slade y su búsqueda por un aprendiz, mientras que la tercera temporada habló de la relación de Cyborg con el villano Hermano Sangre (Brother Blood), que culminó en la creación de los Titans Este. La cuarta temporada fue centrada en una profecía que indicaba que Raven ayudaría a destruir el mundo. La quinta y última temporada se enfoca en la Hermandad del Mal, una organización que intenta capturar jóvenes héroes aliados de viejos enemigos de los Titanes originales y de otros criminales del mundo. 
En la serie es común el tono de comedia, a veces un poco cruda (como cuando Starfire grita «¡Alguien tiene los tentáculos en mi grebnaks!», sin conocerse el significado de esta palabra), que junto con la antes mencionada apariencia visual del anime, tiene el propósito de ser diferente a otras caricaturas de superhéroes tradicionales.
El tema principal de los Jóvenes Titanes, es interpretada por el dueto japonés Puffy AmiYumi, alternando entre los episodios la versión en japonés y la versión en inglés. Incluso en un episodio canta el alter ego de Robin (Larry), Robin 3000 y en Trouble In Tokyo, las voces en inglés cantan ¡A su manera!.
En la versión para América Latina, la serie es doblada en Venezuela. La versión de España fue doblada en Barcelona.
En Estados Unidos, la serie llegó al último capítulo el 16 de enero de 2006 por Cartoon Network.
En Chile las tres primeras temporadas de la serie fueron emitidas en Canal 13 y TVN a través del bloque infantil Cubox y Tronia. En Colombia fue emitida por Caracol TV entre 2005 a 2008.

## Elenco y personajes

### Jóvenes Titanes
- Scott Menville como Dick Grayson / Robin
- Hynden Walch como Koriand'r / Starfire
- Khary Payton como Victor Stone / Cyborg
- Tara Strong como Raven
- Greg Cipes como Garfield Logan / Chico Bestia
- Ashley Johnson como Tara Markov / Terra, antigua integrante.

### Titanes del Este
- T'Keyah Crystal Keymáh como Karen Beecher / Abeja, líder de los Titanes Este.
- Wil Wheaton como Garth / Aqualad
- Mike Erwin como Roy Harper / Veloz
- Freddy Rodríguez como Miguel y Manuel Perez / Más y Menos

### Titanes Honorarios
- Michael Rosenbaum como Wally West / Chico Flash
- Hynden Walch como Antonia Monetti / Argenta
- Diane Delano como Rosabelle Mendez / Pantha
- Lauren Tom; Tara Strong (en «Titans Together») como Jinx, antigua villana.
- S. Scott Bullock como Trueno
- Quinton Flynn como Rayo
- Bumper Robinson como Isaiah Crockett / Hot Spot
- Jason Marsden como Leonid Kovar / Estrella Roja
- Tara Strong como Kole Weathers y Tommy
- Dee Bradley Baker como Gnarrk y Ryuku Orsono / Bushidō
- Khary Payton como  Mal Duncan / Heraldo
- Russi Taylor como Timmy y Melvin
- Jim Cummings (en «Winner Take All»); Dee Bradley Baker como Wildebeest

### Patrulla Condenada
- Xander Berkeley como Mento
- Tara Strong como Chica Elástica
- Judge Reinhold como Hombre Negativo
- Peter Onorati como Robotman

### Villanos y enemigos
- Ron Perlman como Slade (Deathstroke)
- John DiMaggio como Hermano Sangre
- Kevin Michael Richardson; Keith Szarabajka (en «Nevermore») como Trigon
- Glenn Shadix como Cerebro y Monsieur Mallah
- Hynden Walch como Blackfire y Madame Rouge
- Dee Bradley Baker como Cinderblock y Plasmus
- Xander Berkeley como General Immortus
- Lauren Tom; Tara Strong (en «Revved Up» y «Titans Together») como Gizmo
- Kevin Michael Richardson como Mamut y Ojo
- Alexander Polinsky como Control Fenómeno
- Rodger Bumpass como Doctor Luz
- Clancy Brown como Tridente
- Jason Marsden como Billy Múltiple
- Greg Cipes como Adonis y Private H.I.V.E
- Scott Menville como Red X
- Henry Rollins como Johnny Rancid
- S. Scott Bullock como Kid Wykkyd
- Tom Kane como Bob
- Rob Paulsen como La Fuente
- Tom Kenny como Fixit y Mumbo Jumbo
- Tara Strong como Minina
- Will Friedle como Fang
- Thomas Haden Church (en «Date with Destiny»); Marc Worden (en «Can I Keep Him?») como Polilla Asesina
- Xander Berkeley como Warp, manipulador del tiempo
- Greg Ellis como Malchior y Punk Rocket
- Jim Cummings como Maestro de los juegos
- Billie Hayes como Mamá Puedo
- Keith David como Atlas
- Malcolm McDowell como Demente Mod
- Keone Young como Katarou
- Tracey Walter como Rey Marionetista
- David Johansen como Ding Dong Daddy
- James Hong como Profesor Chang
- Dee Bradley Baker; James Arnold Taylor (en «Car Trouble») como Overload

## Episodios
| Temporada | Temporada | Titán principal | Episodios | Episodios | Emisión original         | Emisión original        |
| Temporada | Temporada | Titán principal | Episodios | Episodios | Primera emisión          | Última emisión          |
| --------- | --------- | --------------- | --------- | --------- | ------------------------ | ----------------------- |
|           | 1         | Robin           | 13        | 13        | 2 de agosto de 2003      | 11 de noviembre de 2003 |
|           | 2         | Terra           | 13        | 13        | 10 de enero de 2004      | 21 de agosto de 2004    |
|           | 3         | Cyborg          | 13        | 13        | 28 de agosto de 2004     | 22 de enero de 2005     |
|           | 4         | Raven           | 13        | 13        | 17 de enero de 2005      | 16 de julio de 2005     |
|           | 5         | Chico Bestia    | 13        | 13        | 24 de septiembre de 2005 | 16 de enero de 2006     |
|           | 6         | StarFire        | 13        | 13        | TBA                      | TBA                     |

## Titanes reunidos
La quinta temporada empezó su trasmisión en Estados Unidos en septiembre del 2005, y según palabras de los escritores «en esta temporada, los Titanes se internacionalizan». Se desarrolló un videojuego y una película que fue estrenada directamente a video. Ambos salieron en 2006. Titanes Reunidos son Los Jóvenes Titanes luego de que el grupo se volvió internacional. Cuando apareció la Hermandad del mal con el objetivo de atacar a los superhéroes adolescentes, muchos de los otros héroes de los Jóvenes Titanes aparecidos en la historieta empezaron a aparecer en la serie. 
En el cómic, los Jóvenes Titanes son muchos más de los que aparecieron en la serie animada. Sin embargo, eso no significa que no puedan aparecer. Con el tiempo (más en la quinta temporada) muchos Titanes del cómic fueron introduciéndose en la serie animada.
Los Titanes Reunidos, son 31 en un solo grupo. Ellos son:
1. Aqualad
2. Argenta
3. Chico Bestia
4. Bobby
5. Avispa
6. Bushido
7. Cyborg
8. Gnarrk
9. Heraldo
10. Hot Spot
11. Jericó
12. Jinx
13. Chico Flash
14. Killowat
15. Kole
16. Rayo
17. Más
18. Melvin
19. Menos
20. Pantha
21. Raven
22. Estrella Roja
23. Robin
24. Speedy
25. Starfire
26. Paletas
27. Trueno
28. Timmy
29. Tommy
30. Tramm
31. Wildebeest

## Recepción
Algunos fanes de los cómics dieron fuertes críticas negativas a la serie por tener una «naturaleza infantil». Los Jóvenes Titanes se basaron en sus iteraciones de DC comics; sin embargo, la serie de televisión mostraba a menudo a los héroes como simples dibujos animados.
El productor ejecutivo y vicepresidente de Cartoon Network Sam Register respondió a las críticas sobre el estilo de la serie:

La misión principal era hacer un show sobre superhéroes bueno para los niños. Ahora bien, si a los fanboys les gusta los Jóvenes Titanes también, eso es genial, pero no era nuestra misión.
Sam Register, entrevista CBR News, Mayo 8, 2004

Sin embargo, mientras que los creadores de la serie inicialmente declararon que los niños más pequeños fueron la audiencia de la serie Los Jóvenes Titanes, el escritor de Teen Titans Go! J. Torres señala que los temas, la progresión y la profundización de la serie la amplió en cuanto al público:

...Al igual que con el programa, que comenzó para un publico mucho más joven... pero en el camino, creo que los productores descubrieron que llegaría a un público más amplio... El programa se metió en algunas historias más oscuras e introdujeron muchos más personajes, por lo que se amplió, y dejamos que el programa evolucione con el público, que es lo que intentamos hacer con el cómic.
J. Torres, Titans Companion 2 de Glen Cadigan.

## Continuación de la serie

### New Teen Titans
En 2012 Cartoon Network de Estados Unidos transmitió un corto llamado New Teen Titans que muestra a los Jóvenes Titanes en versión chibi (enano). Debido a su éxito (y a pesar de la mala recepción de los fanes), en enero del 2013 se confirmó una nueva producción en forma de serie animada titulada Teen Titans Go!, también en versión «chibi».

### Teen Titans Go!
A partir del estreno de los cortos en Cartoon Network, se creó un spin-off versión miniatura de los personajes (Chibi), llamada Teen Titans Go!, que presenta una versión más cómica de los personajes de la serie original. Llegó a Cartoon Network Latinoamérica el 2 de septiembre de 2013.

### Regreso
Con una escena a mitad de los créditos de Teen Titans Go!: To the Movies se presentó el regreso de los Jóvenes Titanes del 2003, en el que Robin afirma que han «encontrado un camino para su regreso». Además, la actriz de voz Tara Strong, anunció en Twitter que Warner Bros. le había dicho a ella y a otros miembros del reparto que la serie del 2003 podría ser revivida si la película lograba una gran recaudación.
Más tarde, Warner Bros. anunció un crossover con los Titanes de la serie original del 2003 con sus contrapartes de la versión Los Jóvenes Titanes en Acción titulado ¡Los Jóvenes Titanes en Acción! vs. Los Jóvenes Titanes Fue lanzado el 21 de julio de 2019.